# レフ・ナウモフ
レフ・ニコラエヴィチ・ナウモフ（ロシア語: Лев Никола́евич Нау́мов, ラテン文字転写: Lev Nikolayevich Naumov、1925年2月12日 – 2005年8月21日）は、旧ソ連のピアニスト・作曲家・音楽教師。伝説のピアニスト、ゲンリフ・ネイガウスの高弟として長年後進を指導し、「ロシア・ピアノ楽派の領袖」との異名を取った。

## 経歴
1925年、ロストフで生まれた。1950年までモスクワ音楽院で学んだ。音楽院ではピアノの外に、ヴィッサリオン・シェバリーンやアナトーリー・アレクサンドロフに師事して作曲も学んだ。1955年より、ネイガウスの息子スタニスラフや、エフゲニー・マリーニンとともに3人でネイガウスの助手を務め、1955年ネイガウスが没するとその後任教授に迎えられた。
没年まで半世紀にわたってモスクワ音楽院で教鞭を執り、アレクセイ・リュビモフやアレクセイ・スルタノフ、アンドレイ・ホテーエフ、アンドレイ・ガヴリーロフ、コンスタンチン・シチェルバコフ、アンア・マリコヴァ、アレクセイ・ナセトキン、エフゲニー・コロリョフ、ボリス・ペトルシャンスキ、ララ・アスタノヴァ、イム・ドンヒョクら、数多くの有名な後進を育成した。
ほとんど有名ではないが作曲活動もしており、交響曲や弦楽四重奏曲、ピアノ・ソナタ、カンタータを一つずつ、またいくつかの連作歌曲を作曲した。
晩年になってネイガウスの思い出を著書『ネイガウスを楯にして  „Unter dem Schild von Neuhaus“ 』の中でまとめた。長年の功労が認められてロシア人民芸術家を受賞している。
2005年、モスクワにて死去。